# مقاطعة بوكانان (آيوا)
مقاطعة بوتشانان (بالإنجليزية: Buchanan County)‏ هي إحدى مقاطعات ولاية آيوا في الولايات المتحدة الأمريكية.